# Michele Perniola
Michele Perniola (Palagiano, 6 september 1998) is een Italiaanse zanger.

## Biografie
Perniola brak door in Italië dankzij zijn overwinning in 2012 in de talentenjacht Ti lascio una canzone op de Italiaanse openbare omroep. Een jaar later vertegenwoordigde hij San Marino, dat debuteerde, op het Junior Eurovisiesongfestival in de Oekraïense hoofdstad Kiev. San Marino kreeg omwille van zijn geringe inwonersaantal een uitzondering op de reglementen van de EBU die voorschreven dat deelnemers over de nationaliteit van het desbetreffende land moeten beschikken. Met O-o-o sole intorno a me eindigde Perniola op de tiende plaats, en liet hij enkel de deelnemers uit Moldavië en Macedonië achter zich. Tijdens het Eurovisiesongfestival 2014 las hij de punten voor San Marino voor. 
In november 2014 werd bekendgemaakt dat Perniola samen met de San Marinese Anita Simoncini, die haar vaderland vertegenwoordigde op het Junior Eurovisiesongfestival 2014 en daar vijftiende en voorlaatste werd, San Marino zou gaan vertegenwoordigen op het Eurovisiesongfestival 2015. Het duo bleef er steken in de halve finale.
2008: Miodio · 
2011: Senit · 
2012: Valentina Monetta · 
2013: Valentina Monetta · 
2014: Valentina Monetta · 
2015: Michele Perniola & Anita Simoncini · 
2016: Serhat · 
2017: Valentina Monetta & Jimmie Wilson · 
2018: Jessika feat. Jenifer Brening · 
2019: Serhat · 
2021: Senhit feat. Flo Rida · 
2022: Achille Lauro · 
2023: Piqued Jacks · 
2024: Megara · 
2025: Gabry Ponte
2013: Michele Perniola · 
2014: The Peppermints · 
2015: Kamilla Ismailova